# Gia vị

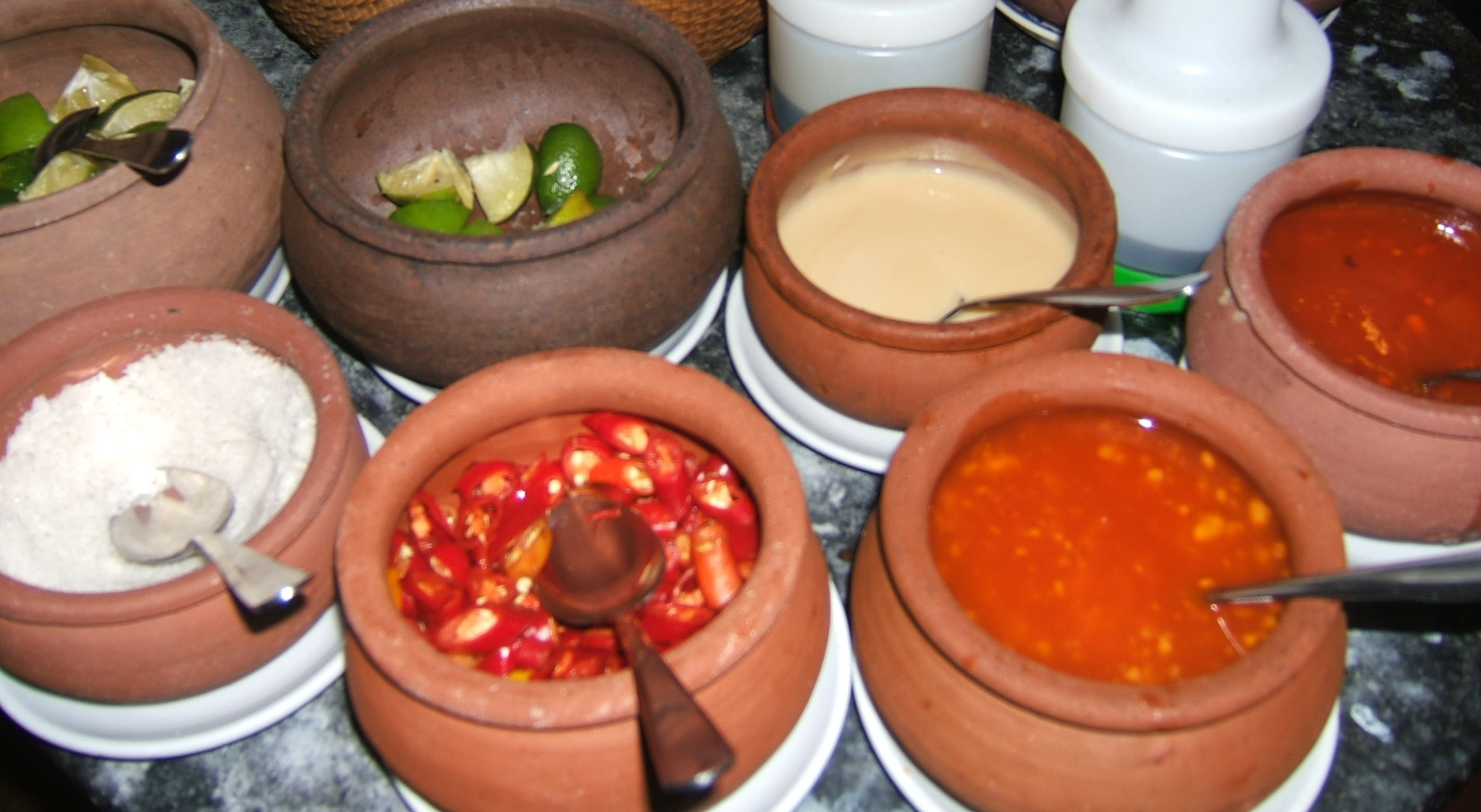
Một số loại gia vị

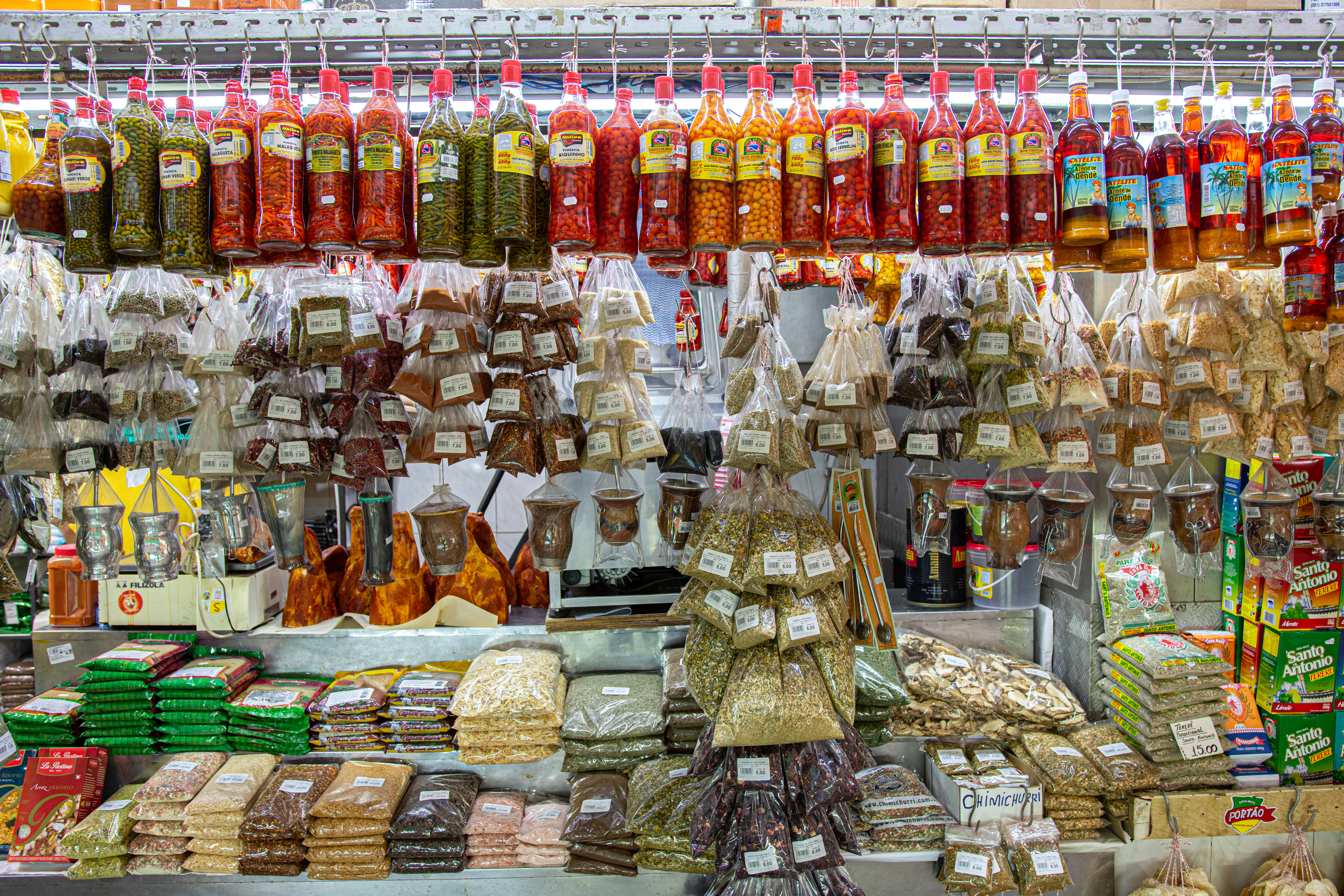
Một cửa hàng bán các loại bột gia vị tại chợ São Paulo, Brazil

Gia vị, theo định nghĩa của các nhà khoa học và sinh học, là những loại thực phẩm, rau thơm (thường có tinh dầu) hoặc các hợp chất hóa học cho thêm vào món ăn, có thể tạo những kích thích tích cực nhất định lên cơ quan vị giác, khứu giác và thị giác đối với người ẩm thực. Gia vị làm cho thức ăn có cảm giác ngon hơn, kích thích hệ thống tiêu hóa của người ăn khiến thực phẩm dễ tiêu hoá, đồng thời có thể chế hoá theo những nguyên lý tương sinh, âm dương phối triển đối với các loại thực phẩm đặc biệt.
Có nhiều loại gia vị như: các loại mắm, muối ăn (tạo vị mặn), ớt, hạt tiêu (tạo vị cay và mùi đặc trưng), các loại rau thơm (rau húng, rau răm, hành, tỏi... được ăn kèm hoặc cho vào thực phẩm khi chế biến) v.v. và việc sử dụng gia vị thích hợp cho món ăn luôn phản ánh sự khéo léo, sự tinh tế như một nghệ thuật ẩm thực đối với người đầu bếp.

## Một số loại gia vị

### Gia vị có nguồn gốc thực vật

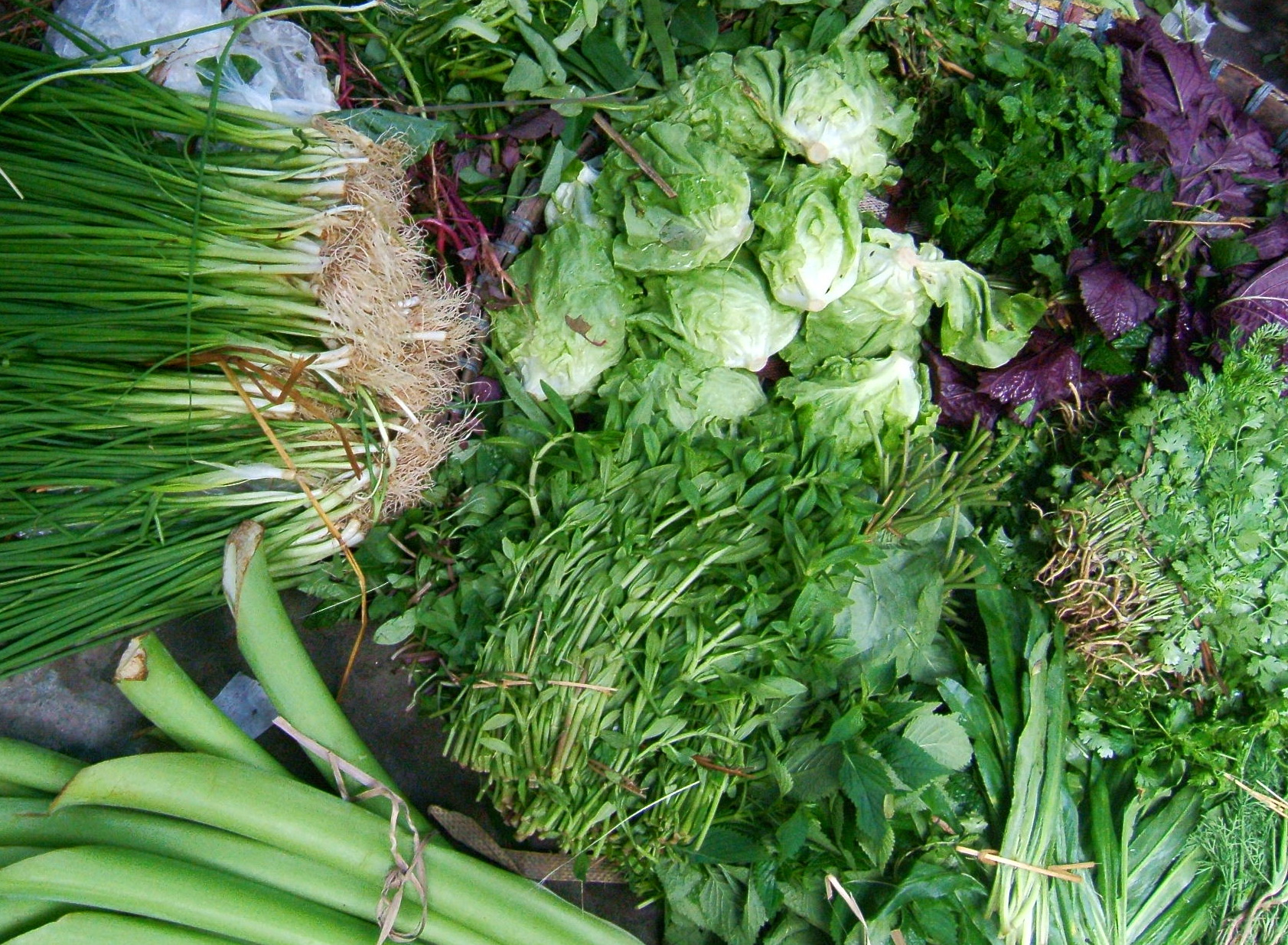
Một số loại rau gia vị

- Các loại lá: nguyệt quế, hành hoa, rau răm, hẹ, húng thơm, húng quế, cúc tần, mùi tàu, ngò, tía tô, thì là, lá chanh, lá ổi, lá đinh lăng, cần tây, tỏi tây, lá xương sông, lá lốt, lá quế, lá gấc, lá gừng, lá cúc tần, lá mơ tam thể, lá ớt, lá mắc mật, lá bưởi, kinh giới, mò om, rau mùi, hương thảo, lá me, lá dứa...
- Các loại quả: mác mật, chanh, bưởi, ớt, thảo quả, dứa xanh, chuối xanh, khế chua, quả me, quả dọc, quả sấu,...
- Các loại hạt: hạt tiêu, hạt mắc khén (Hoàng mộc hôi), hạt ngò, hạt dổi,...
- Các loại củ: sả, riềng, gừng, tỏi, hành tây, củ niễng, hành củ, nghệ, củ kiệu, bột đao...
- Các loại thực vật khác: quế chi, đại hồi, dương tiểu hồi, sa nhân, đinh hương, bột dành dành, nấm hương, nấm đông cô, nước gỗ vang, nước dừa, nước cốt dừa...
- Các loại gia vị đã được chế biến, phối trộn hỗn hợp: tương, tương đen, tương ớt, thính, mù tạt, dầu thực vật, bơ thực vật,, chao, một số loại nước sốt như sốt mayonnaise, kem lạnh, ngũ vị hương, húng lìu, bột cà ri...
- Một số loại rau muối chua, một số loại thuốc bắc (táo tàu, kỷ tử, sa nhân, sâm, cam thảo, v.v.), các loại rau ngọt như rau sắng, v.v.

### Gia vị có nguồn gốc động vật
- Mắm các loại (làm từ cá, tôm, cua, cáy, rươi, tép v.v.) như mắm tôm, mắm tép, mắm tôm chua, mắm rươi, mắm cáy, mắm cua đồng, mắm bò hóc, mắm ba khía, mắm nêm...
- Các loại nước mắm làm từ cá (như cá cơm, cá thu, cá chẻm, cá đối, cá ngát v.v.)
- Tinh dầu cà cuống, long diên hương, phèo, túi mật của một số động vật, mỡ lợn, sữa, bơ động vật, dầu hào
- Một số loại thịt động vật lấy chất ngọt như sá sùng, tôm nõn
- Gia vị khác: mật ong

### Gia vị lên men vi sinh
- Mẻ, dấm thanh, dấm bỗng, rượu trắng, rượu vang...

### Gia vị có nguồn gốc vô cơ
- Acid citric (tạo chua, thay thế cho chanh), muối ăn, đường, mì chính, bột canh, bột ớt, đường thắng...

## Sử dụng

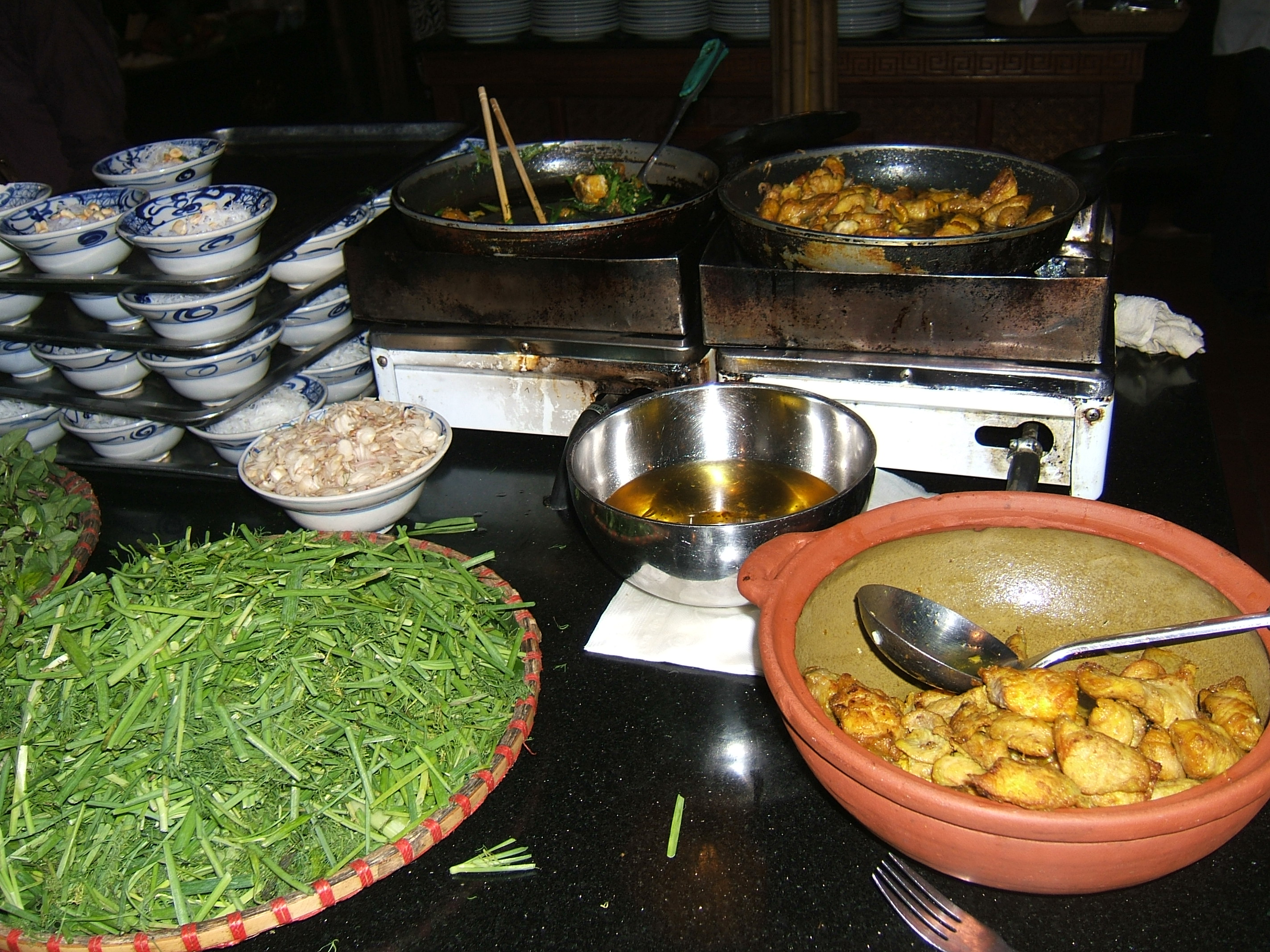
Món chả cá kiểu chả cá Lã Vọng điển hình cho sự phối trộn gia vị tinh tế: cá được ướp riềng, mẻ, mắm tôm, nướng sau đó chiên trong chảo dầu nóng cùng với hành, thì là cắt khúc, ăn kèm với bún, mắm tôm, lạc rang, tinh dầu cà cuống, dọc hành ngâm dấm và rau húng thơm

Các loại gia vị rất quan trọng để nêm nếm, định vị món ăn hiệu quả và làm gia tăng hương vị, kích thích tiêu hóa, làm cho màu sắc món ăn sinh động, tươi nhuận hấp dẫn người thưởng thức. Một số loại gia vị thậm chí còn được sử dụng với mục đích chế hóa món ăn theo những nguyên lý tương sinh, tương khắc (như các món ăn dễ gây lạnh bụng đi kèm gia vị cay nóng). Việc phối trộn gia vị (liều lượng, tỷ lệ, loại gia vị) gắn với kinh nghiệm ẩm thực của người nội trợ, thường không có một công thức chung cho tất cả các món ăn tuy có một số món ăn thường không thể thiếu loại gia vị nào đó (như thịt chó đi kèm với mắm tôm, riềng; canh cá nấu thì là; thịt gà luộc chấm muối ớt vắt chanh và có chút lá chanh thái chỉ, trứng vịt lộn ăn kèm gừng thái chỉ và rau răm v.v.).

## Khác
Đôi khi, khái niệm gia vị được sử dụng không phải trong ẩm thực mà trong một lĩnh vực khác hẳn, mặc dù nội hàm khái niệm cũng tương đương như trong ẩm thực, chẳng hạn câu nói "tăng gia vị cho tình yêu", "gia vị cho chốn phòng the" v.v.